# استلا، میسوری
استلا (به انگلیسی: Stella) یک روستا (ایالات متحده آمریکا) در ایالات متحده آمریکا است که در شهرستان نیوتون، میزوری واقع شده‌است.
 استلا ۰٫۴۱ کیلومتر مربع مساحت و ۱۵۸ نفر جمعیت دارد و ۳۴۹٫۰ متر بالاتر از سطح دریا واقع شده‌است.